# Patch (Unix)
Pour les articles homonymes, voir patch.
patch est une commande Unix qui permet de mettre à jour des fichiers textes selon les instructions contenues dans un fichier patch.